# 아프리카큰다람쥐족
아프리카큰다람쥐족(Protoxerini)은 다람쥐과에 속하는 설치류 족 분류군이다. 아프리카에서 발견되며, 6개 속에 30여 종으로 이루어져 있다.

## 하위 속
- 테민크야자다람쥐속 (Epixerus)
- 아프리카줄무늬다람쥐속 (Funisciurus)
- 해다람쥐속 (Heliosciurus)
- 아프리카피그미다람쥐속 (Myosciurus)
- 아프리카덤불다람쥐속 (Paraxerus)
- 아프리카자이언트다람쥐속 (Protoxerus)